# Metaphoenia
Metaphoenia is een geslacht van vlinders van de familie spinneruilen (Erebidae), uit de onderfamilie Calpinae.

## Soorten
- M. amelaena Hampson, 1926
- M. incongrualis Walker, 1858
- M. plagifera Walker, 1864